# Караваев, Вячеслав Фёдорович
Вячесла́в Фёдорович Карава́ев — русский статистик.
Был земским статистиком в Олонецкой губернии, затем городским статистиком  г. Баку, где под его руководством 22 октября 1903 года была проведена однодневная перепись населения. Занимался разработкой статистики движения землевладения в России в департаменте окладных сборов министерства финансов.
Главные труды Каравева — «Библиографический обзор земской статистической литературы со времени учреждения земств. 1864—1901 гг.», напечатанный в «Трудах Императорского Вольного Экономического Общества», начиная с 1902, а также «Издания земств 34 губерний по общей экономической и оценочной статистике, вышедшие за время 1864 г. по 1 января 1911 г.» (Санкт-Петербург, 1911).

## Публикации
- Библиографический обзор земской статистической литературы со времени учреждения земств. 1864—1913 гг. // Трудах Императорского Вольного Экономического Общества, 1902—1913
- Издания земств 34 губерний по общей экономической и оценочной статистике. — Санкт-Петербург, 1911
- Пособия при разработке материала переписи г. Баку. 22-го октября 1903 года / Предисловие.  —  Баку, Статическое бюро Бакинской Городской Управы — 1904
- Голодная степь в её прошлом и настоящем. Выпуск I. Статистико-экономический очерк (по исследованию 1914 г.) // Материалы и исследования к проекту орошения Голодной и Дальверзинской степей. — Петроград: Типо-литография Н.Л. Ныркина, 1914.